# Ačitskij rajon
L'Ačitskij gorodskoj okrug (in russo Ачитский городской округ?) è un distretto urbano dell'oblast' di Sverdlovsk, in Russia. Dal punto di vista della struttura amministrativo-territoriale della regione, il distretto urbano si trova entro i confini dell'Ačitskij rajon (Ачитский район).
Il centro amministrativo è l'insediamento di tipo urbano di Ačit. Il fiume Ufa scorre attraverso il distretto.